# Тохтамыш Герай
Тохтамы́ш Гера́й (Гире́й) (крым. Toqtamış Geray, طوقتامش كراى‎; 1589 — 1608) — хан Крыма в 1607-1608 годах.

## Биография
Старший сын и преемник Газы II Герая.
Так как в Крымском ханстве, по согласованию с османским султаном Мурадом III, власть должна была переходить от отца к старшему сыну, Газы II назначил Тохтамыша калгой (вторым лицом государства), чтобы подготовить его к будущей должности. В 1607 году Газы II Герай умер от чумы, и Тохтамыш был избран крымским ханом, став самым молодым ханом Крыма (вместе с Газы I Гераем). Правил четыре месяца. Тохтамыш-Гирей назначил калгой бывшего нурэддина и своего младшего брата Сефер-Гирея.
Назначение Тохтамыша не было одобрено османским султаном Ахмедом I, который считал Газы II слишком независимым, и предпочёл не иметь дела с его сыном. Поэтому вместо Тохтамыша он утвердил крымским ханом Селямета. После этого Тохтамыш в 1608 году отправился в Стамбул, чтобы попытаться изменить решение султана, и по дороге был убит в бою с Мехмедом Гераем, калгой Селямета. Вместе с Тохтамышем погиб его младший брат и калга Сефер Герай.